# Арма (Беотия)
Арма (греч. Άρμα) — деревня в Греции. Деревня находится в Беотии. Часть так называемой Арванитохории — территория заселенная в конце 14 века арванитами.

## История
Деревня упоминается уже во времена франкократии, а также в османской описи 1466 года, где она записана как арванитское поселение под названием Андрица. В XIX веке он появился с сокращенным названием Дрица (греч. Δρίτσα), в которое был переименован в 1940 году, а в 1955 году по указу получил свое нынешнее название.
Нынешние жители деревни в основном арваниты, но есть и поселенцы из Пинда в Эвритании.